# Лунфардо
Лунфа́рдо (ісп. lunfardo) — сленг іспанської мови, що виник наприкінці ХІХ — на початку ХХ століть у нижчих класах суспільства міст Буенос-Айрес та Монтевідео та їхніх околиць. Спочатку лунфардо використовували головно злочинці, а згодом завдяки широкому використанню в текстах танго він розповсюдився в розмовній мові жителів Аргентини та Уругваю.
Перша письмова згадка про лунфардо датується 1878 роком, коли вийшла стаття «Діалект злодіїв» (ісп. El dialecto de los ladrones) у газеті «La Prensa».
Згідно з версією Оскара Конде, слово «лунфардо» від «lumbardo» — назви жителів італійської місцевості Ломбардія та їх говірки
21 грудня 1962 року створено Буенос-Айреську академію лунфардо (ісп. Academia Porteña del Lunfardo), яка займається вивченням цього сленгу.
З 2000 року в Аргентині щорічно 5 вересня відзначається День лунфардо (ісп. Día del Lunfardo).